# Скоттсберг, Карл
Карл Юхан Фредрик Скоттсберг (швед. Carl Johan Fredrik Skottsberg, 1 декабря 1880 — 14 июня 1963) — шведский ботаник, один из величайших ботаников-исследователей XX века и миколог. Брат художницы Лидии Скоттсберг.
Член (1931) и президент (1949—1950) Шведской королевской академии наук, иностранный член Лондонского королевского общества (1950).

## Имя
Встречаются разные формы записи имени Скоттсберга:
- швед. Carl Skottsberg[4],
- швед. Karl Skottsberg[4],
- швед. Carlos Skottsberg[4],
- швед. Carl Johann Fredrik Skottsberg[4],
- швед. Karl Johan Fredrik Skottsberg[8].

## Биография
Карл Юхан Фредрик Скоттсберг родился в городе Карлсхамн 1 декабря 1880 года.
В 1899—1960 годах он совершил многочисленные путешествия по всему миру, чтобы изучить ботанику. В 1901—1904 годах Скоттсберг принимал участие в шведской антарктической экспедиции. В 1907 году он получил степень доктора философии в Уппсальском университете и был нанят в качестве лектора.
В 1909—1914 годах Карл Юхан Фредрик был куратором Ботанического Музея в Уппсале. В 1911 году он опубликовал The Wilds of Patagonia. В 1919—1948 годах Скоттсберг был директором ботанического сада в Гётеборге. В 1949 году он был президентом Шведской королевской академии наук, а в 1950 году — президентом Седьмого Международного ботанического конгресса. В этом же году Скоттсберг стал членом Лондонского королевского общества.
В 1960 году Карл Юхан Фредрик опубликовал Remarks on the Plant Geography of the Southern Cold Temperate Zone. Скоттсберг внёс значительный вклад в ботанику, описав множество видов растений.
Карл Юхан Фредрик Скоттсберг умер в Гётеборге 14 июня 1963 года.

## Научная деятельность
Карл Юхан Фредрик Скоттсберг специализировался на папоротниковидных, Мохообразных, водорослях, семенных растениях и на микологии.

## Некоторые публикации
- The Wilds of Patagonia, 1911[5].
- Remarks on the Plant Geography of the Southern Cold Temperate Zone, 1960[5].